# Глазков, Павел Петрович
Павел Петрович Глазков (28 декабря 1911, Волоколамск, Московская губерния, Российская империя — 2 ноября 1977, Серпухов, Московская область, СССР) — советский военный деятель, командир эскадрильи 750-го авиационного полка 17-й авиационной дивизии авиации дальнего действия (АДД), генерал-майор.

## Биография
Родился 28 декабря 1911 года в городе Волоколамске Московской губернии в семье рабочего-железнодорожника. Русский. Член ВКП(б) с 1938 года. Окончил 7 классов школы в 1927 году. Работал на железнодорожной станции Волоколамск, затем электромехаником на заводе «Металлист» в Серпухове. В 1931 году по рекомендации комсомольской организации завода был направлен на учёбу в Тушинскую школу пилотов Осоавиахима.
В Красной Армии с 1932 года. В 1933 году окончил Борисоглебскую военную авиационную школу лётчиков.
Участник Великой Отечественной войны с июня 1941 года.
Командир эскадрильи 750-го авиационного полка 17-й авиационной дивизии АДД СССР майор Павел Глазков к январю 1942 года совершил семьдесят успешных боевых вылетов на бомбардировку важных военных объектов в глубоком тылу противника, нанеся врагу значительный урон.
Указом Президиума Верховного Совета СССР «О присвоении звания Героя Советского Союза начальствующему составу Военно-воздушных сил Красной Армии» от 29 марта 1942 года за «образцовое выполнение боевых заданий командования на фронте борьбы с немецкими захватчиками и проявленные при этом отвагу и геройство» удостоен звания Героя Советского Союза с вручением ордена Ленина и медали «Золотая Звезда» (№ 675).
С 26 марта 1943 года и до Победы над гитлеровской Германией П. П. Глазков — командир 750-го авиационного полка дальнего действия, лётчики которого отличились во многих сражениях, за что полк в 1943 году был преобразован в 3-й гвардейский, награждён орденом Красного Знамени, а за участие в Смоленско-Рославльской и Берлинской наступательных операциях получил наименования: 3-й гвардейский Смоленский Краснознамённый авиационный полк дальнего действия, а затем — 3-й гвардейский бомбардировочный Смоленско-Берлинский Краснознамённый авиационный полк.
После войны отважный авиационный командир продолжал службу в ВВС СССР. В 1947 году он окончил курсы усовершенствования офицерского состава, а в 1953 году — Военную академию Генерального штаба. С 1961 года генерал-майор авиации Глазков П. П. — в запасе. Жил в городе Серпухове Московской области. Скончался 2 ноября 1977 года.

## Память
- На здании Серпуховского завода «Металлист» установлена мемориальная доска в память о славном земляке.

## Награды
- Медаль «Золотая Звезда»;
- орден Ленина;
- 3 ордена Красного Знамени;
- орден Суворова 3-й степени;
- орден Александра Невского;
- 2 ордена Красной Звезды;
- медали.